# Comunidade Económica e Monetária da África Central

Mapa dos países membros

CEMAC é a sigla de Comunidade Económica e Monetária da África Central. Os países que a compõem são: Camarões, Gabão, Guiné Equatorial, República do Congo, República Centro-Africana e o Chade.
O tratado que a constituiu foi assinado em 16 de Março de 1994, em Jamena, capital do Chade.
Trata-se, no entanto, de um prolongamento da União Monetária (BEAC) e da União Aduaneira e Económica da África Central (UDEAC), constituída em 8 de dezembro de 1964, da qual ainda não fazia parte a Guiné Equatorial, integrada em janeiro de 1984.